# Karl Weber (Journalist)
Karl Weber (* 23. Februar 1880 in Liestal; † 22. Oktober 1961 ebenda; heimatberechtigt in Menziken und Liestal) war ein Schweizer Journalist, Zeitungswissenschaftler und Politiker (FDP).

## Leben

### Familie und Ausbildung
Karl Weber, Sohn des Lehrers Hans Wilhelm Weber und dessen Ehegattin Anna Barbara geborene Holinger, widmete sich nach Schulbesuchen in Liestal sowie Basel dem Studium der Geschichte, Philologie sowie Pädagogik an der Universität Basel, dort erwarb er 1906 den akademischen Grad eines Dr. phil. Während seiner Studienzeit in Basel wurde Weber Mitglied der Akademischen Turnerschaft Alemannia zu Basel, der er stets treu verbunden blieb.
Karl Weber heiratete im Jahre 1908 Marie Helena geborene Zehntner. Er verstarb im Herbst 1961 vier Monate vor Vollendung seines 82. Lebensjahres in seiner Heimatstadt Liestal.

### Beruflicher Werdegang
Karl Weber bekleidete seit 1902 Sekundarlehrerstellen in Binningen und Basel, 1909 wechselte er als Redaktor zur Basellandschaftlichen Zeitung, 1920 in selber Funktion zu den Basler Nachrichten. 1930 übernahm er das Amt des Bundeshausredaktors der Neuen Zürcher Zeitung, das er bis 1952 innehielt. Karl Weber habilitierte sich 1927 für wissenschaftliche Zeitungskunde und praktische Journalistik an der Universität Zürich, im Folgejahr erhielt er einen Lehrauftrag, 1938 wurde er zum Titularprofessor sowie, als Nachfolger von Oskar Wettstein, Leiter des journalistischen Seminars ernannt, 1952 trat er zurück. Überdies füllte er von 1942 bis 1952 die außerordentliche Professur für Zeitungswissenschaft an der Universität Bern aus. Der der Freisinnig-Demokratischen Partei Beigetretene gehörte zudem von 1917 bis 1920 dem Baselbieter Landrat an. 
Karl Weber, der von 1921 bis 1923 den Verein der Schweizer Presse präsidierte, zu dessen Ehrenmitglied er 1933 befördert wurde, trat insbesondere als Autor von Publikationen zu seinem Heimatkanton sowie zur Pressegeschichte hervor.

## Veröffentlichungen
- Die Revolution im Kanton Basel, 1830–1833, Lüdin, Liestal 1907.
- Ein Putsch im Baselbiet anno 1840 : Gelterkinder Gemeindejoggeliputsch ; Nach den Akten, Lüdin, Liestal 1913.
- Liestal, ein altes Schweizerstädtchen in Wort und Bild, Lüdin, Liestal 1914.
- Die schweizerische Presse im Jahre 1848, Frobenius, Basel 1927.
- Die Zeitung als Objekt der Kritik : Antrittsvorlesung an der Universität Zürich, Schulthess Polygraphischer Verlag, Zürich 1928.
- Die Zeitschrift im Geistesleben der Schweiz, Büchler, Bern 1943.
- Die Schweiz im Nervenkrieg : Aufgabe und Haltung der Schweizer Presse in der Krisen- und Kriegszeit 1933 – 1945, Lang, Bern 1948.